# Tommy Nutter

Tommy Nutter (født 17. april 1943, død 17. august 1992) var en britisk skrædder, der er berømt for at genopfinde jakkesættet fra Savile Row i 1960'erne i et samarbejde med Edward Sexton. Sammen åbnede de skrædderforretningen Nutters of Savile Row, som var den første nye skrædderi på gaden i 120 år.

## Opvækst
Nutter blev født i Barmouth, Merioneth som søn af Christopher Nutter og Dorothy (født Banister), og han voksede op i Edgware, Middlesex, hvor hans far ejede en cafe. Efter familien flyttede til Kilburn gik Nutter og hans bror David på Willesden Technical College. Nutter gik i første omgang i lære som vvs-montør, og herefter læste han arkitektur, men han forlod begge i en alder af 19 år, for at læse til skrædder på Tailor and Cutter Academy.

## Karriere
I begyndelsen af 1960'erne blev han en del af den traditionelle skrædder Donaldson, Williamson & Ward. Efter 7 år, i 1969, åbnede han Nutters of Savile Row sammen med skrædderen Edward Sexton på Savile Row nr. 35a. De blev finansiere af Cilla Black og hendes mand Bobby Willis, der var direktør i The Beatles' Apple Corps Peter Brown og advokat James Vallance-White.
Virksomheden blev hurtigt en succes, som kombinerede den traditionelle skrædderkunst med innovativt design. Han designede for Hardy Amies. Hans klienter inkluderede flere af investorerne, samt Sir Roy Strong, Mick Jagger, Bianca Jagger og Elton John. Desuden havde Nutters of Savile Row syet tøjet til tre af de fire medlemmer af The Beatles på coverbilledet af gruppens album Abbey Road fra 1969. George Harrison valgte at krydse vejen i cowboybukser.
I 1970'erne blev deres virksomhed mindre succesfuld, men forgrenede sig til ready to wear, som blev markedsført via Austin Reed. Virksomheden formåede også at udvide i Østasien, hvor han etablerede Savile Row-brandet i Japan. In 1976 Sexton købte Nutter ud af virksomheden. Herefter gik Nutter over til at arbejde for Kilgour French and Stanbury, hvor han styrede sit eget værksted. Sexton fortsatte med at drive Nutters of Savile Row indtil 1983, hvor Nutter flyttede tilbage til Savile Row med beklædningsbutikken "Tommy Nutter, Savile Row" i nr. 19. Den blev drevet frem til Nutters død, og blev bakket op af J&J Crombie Limited, som fortsatte med "Tommy Nutter"-brandet. Sexton åbnede også sin egen virksomhed på dette tidspunkt.
I 1980'erne beskrev han sine jakkesæt som en "krydsning mellem det storskuldrede Miami Vice-look og det autentiske fra Savile Row." Han skabte tøj til Jokeren, spillet af Jack Nicholson i filmen Batman fra 1989.
Nutter døde i 1992 på Cromwell Hospital i London, som følge af komplikation fra AIDS.